# Големия Нейт
„Големия Нейт“ (на английски: Big Nate) е американски компютърно анимиран сериал, разработен от Мич Уотсън, и е базиран на поредицата комикси и книги, написани от Линкълн Пиърс. В сюжета на сериала се разказва за едноименния герой и неговите и приятели в шести клас. Изпълнителни продуценти на сериала са Джон Коен и Мич Уотсън. Пиърс също сътрудничи с продуцентите на сериала. Премиерата на сериала се излъчи на 17 февруари 2022 г. в стрийминг услугата „Парамаунт+“.

## Актьорски състав
- Бен Жиру – Нейт Райт[4]
- Дав Камерън – Елън Райт[4]
- Роб Дилейни – Мартин Райт[4]
- Арни Пантоджа – Теди Ортиз[4]
- Чарли Шлатър – Чад Апълуайт[4]
- Кевин Майкъл Ричардсън – Директор Никълс и треньор Джон[4]
- Каролин Хенеси – Госпожа Годфри[4]
- Даниел МК Коен – Франсис Поуп[4]
- Брайс Чарлс – Дий Дий Холоуей[4]

## Продукция
Сериалът е оригинално планиран да се излъчи премиерно по „Никелодеон“ през септември 2021 г. Въпреки това, през декември 2021 г., е обявено, че ще се излъчи премиерно по Парамаунт+ в началото на 2022 г., който по-късно е посочен на 17 февруари. На 3 август 2022 г. е обявено, че деветте епизода на сериала ще се излъчат по „Парамаунт+“ на 19 август 2022 г. Сериалът започва да се излъчва по „Никелодеон“ на 5 септември 2022 г.

## В България
В България сериалът започва излъчване по локалната версия „Никелодеон“ на 3 октомври 2022 г., с разписание всеки делник от 18:30 ч.

### Нахсинхронен дублаж
| Роля            | Изпълнител                    |
| --------------- | ----------------------------- |
| Нейт Райт       | Ангел Проданов                |
| Елън Райт       | Мими Йорданова                |
| Мартин Райт     | Росен Русев                   |
| Теди            | Симеон Дамянов                |
| Дий Дий         | Ангелина Русева               |
| Директор Никълс | Петър Калчев                  |
| Треньор Джон    | Петър Върбанов                |
| Г-жа Годфри     | Ася Рачева                    |
| Г-н Галвин      | Сотир Мелев                   |
| г-н Роза        | Иван Велчев                   |
| Други гласове   | Евгения Ангелова Марио Иванов |

| Обработка           | студио „Про Филмс“ |
| ------------------- | ------------------ |
| Режисьор на дублажа | ?                  |